# Guševac
Guševac (en serbe cyrillique : Гушевац) est un village de Serbie situé dans la municipalité de Svrljig, district de Nišava. Au recensement de 2011, il comptait 213 habitants.

## Démographie
| 1948 | 1953 | 1961 | 1971 | 1981 | 1991 | 2002 | 2011 |
| ---- | ---- | ---- | ---- | ---- | ---- | ---- | ---- |
| 756  | 784  | 827  | 696  | 593  | 459  | 320  | 213  |

|  |